# Kesseling
Kesseling település Németországban, Rajna-vidék-Pfalz tartományban. Lakosainak száma 558 fő (2023. december 31.).

## Népesség
A település népességének változása:
| Lakosok száma | 743  | 609  | 593  | 598  | 604  | 593  | 558  |
|               | 1975 | 2010 | 2017 | 2019 | 2021 | 2022 | 2023 |